# Plazid Weissenbach junior

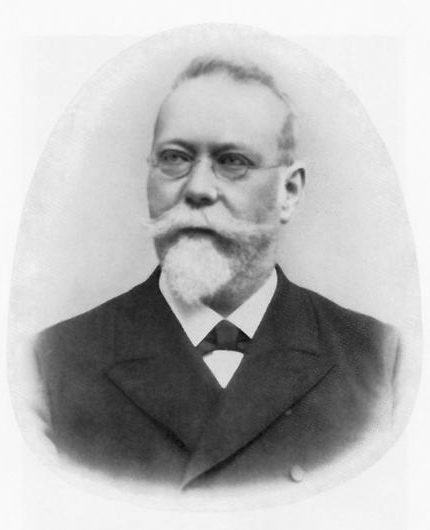
Plazid Weissenbach junior

Plazid Weissenbach junior (* 29. März 1841 in Bremgarten; † 7. September 1914 in Aarau; heimatberechtigt in Bremgarten) war ein Schweizer Politiker und Eisenbahnmanager. Von 1872 bis 1874 vertrat er den Kanton Aargau im Nationalrat. Anschliessend war er Generalsekretär und Direktionspräsident der Centralbahn sowie der erste Generaldirektor der Schweizerischen Bundesbahnen (SBB).

## Biografie
Der Sohn von Ständerat Plazid Weissenbach senior besuchte die Kantonsschule in Aarau. Anschliessend studierte er Recht an den Universitäten von Heidelberg, München, Berlin und Paris. In seiner Studienzeit trat er dem Schweizerischen Zofingerverein bei. Anschliessend war er in Bremgarten, danach in Aarau als Rechtsanwalt tätig. 1868 wurde Weissenbach in den Grossen Rat des Kantons Aargau gewählt. Bei den Parlamentswahlen 1872 folgte die Wahl in den Nationalrat.
Weissenbach gab 1874 sein Nationalratsmandat auf, nachdem er zum Generalsekretär der Centralbahn gewählt worden war und deshalb seinen Wohnsitz nach Basel, dem Sitz der Gesellschaft, verlegte. Gleichwohl blieb er weiterhin politisch tätig und wurde in den Grossen Rat des Kantons Basel-Stadt gewählt, den er 1890 präsidierte. Ab 1888 war Weissenbach Direktionspräsident der Centralbahn. Er stellte sich gegen die Aktionäre, indem er sich für die Verstaatlichung der Eisenbahnen aussprach. Aus diesem Grund musste er 1896 zurücktreten.
Kurz darauf trat Weissenbach in den Bundesdienst ein. Bundesrat Josef Zemp betraute hauptsächlich ihn mit der Aufgabe, die privaten Eisenbahngesellschaften zurückzukaufen und die Gründung der staatlichen SBB vorzubereiten. Der SBB-Verwaltungsrat wählte Weissenbach 1901 zum ersten Generaldirektor der neuen Gesellschaft. Dieses Amt hatte er bis 1911 inne. Weissenbach veröffentlichte mehrere eisenbahnrechtliche und politische Werke sowie Untersuchungen zur Geschichte des Kantons Aargau.

## Schriften
- Das Eisenbahnwesen der Schweiz. Erster Teil. Geschichte des Eisenbahnwesens. Orell Füssli, Zürich 1913.
- Das Eisenbahnwesen der Schweiz. Zweiter Teil. Die schweizerischen Eisenbahnen 1911. Orell Füssli, Zürich 1914.
- Hermann Dietler, Placid Weißenbach: Schweizerische Eisenbahnen. In: Enzyklopädie des Eisenbahnwesens. Band 8, 1917, S. 437, 440–459.